# Pseudomyrmex filiformis
Pseudomyrmex filiformis är en myrart som först beskrevs av Fabricius 1804.  Pseudomyrmex filiformis ingår i släktet Pseudomyrmex och familjen myror. Inga underarter finns listade i Catalogue of Life.

## Bildgalleri

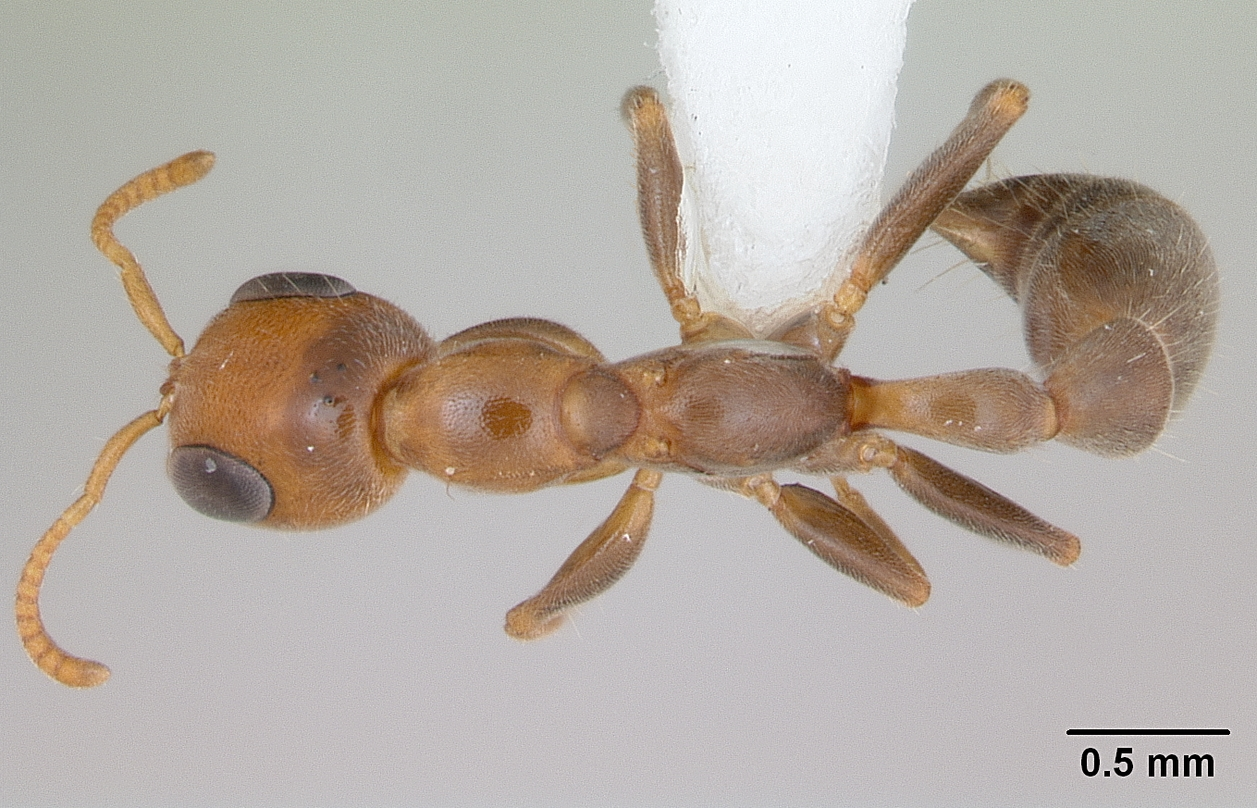
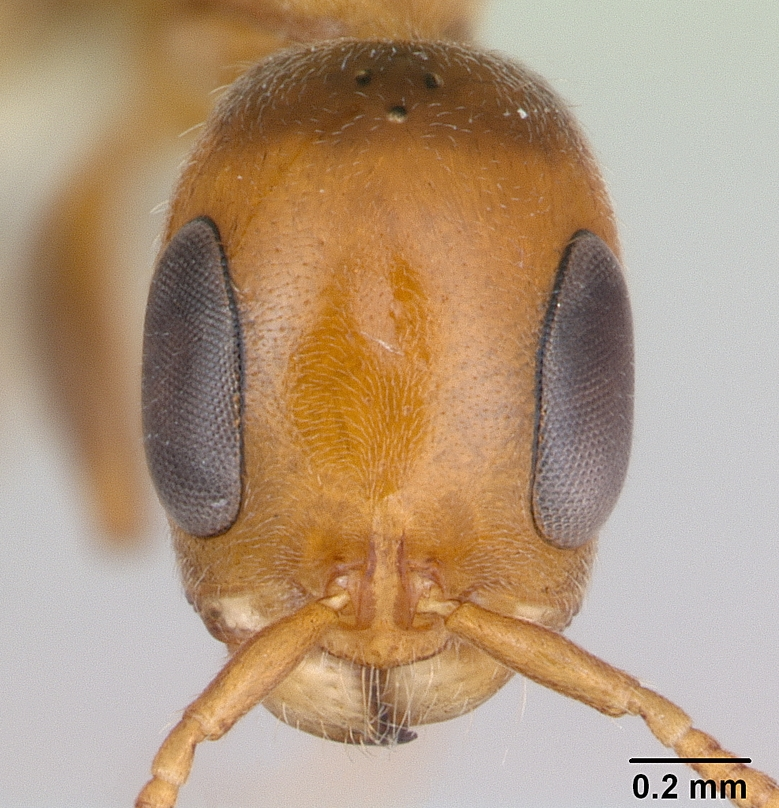
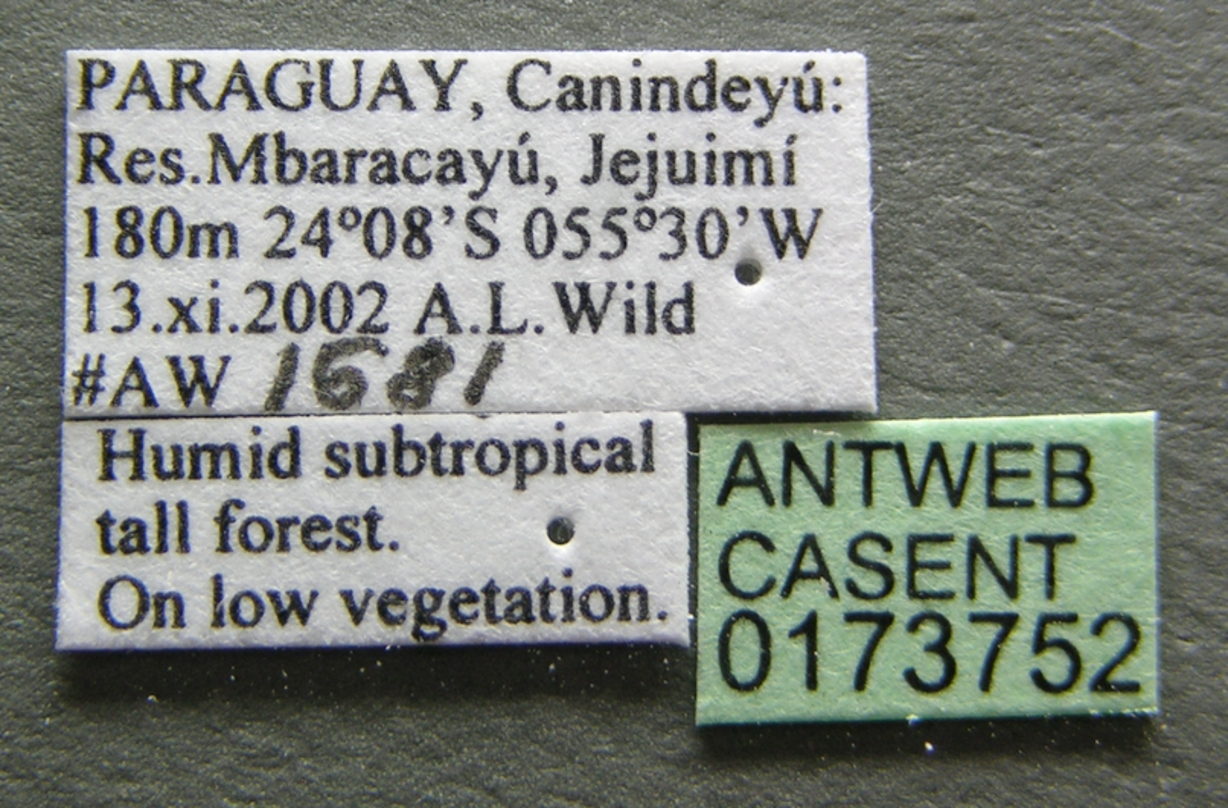
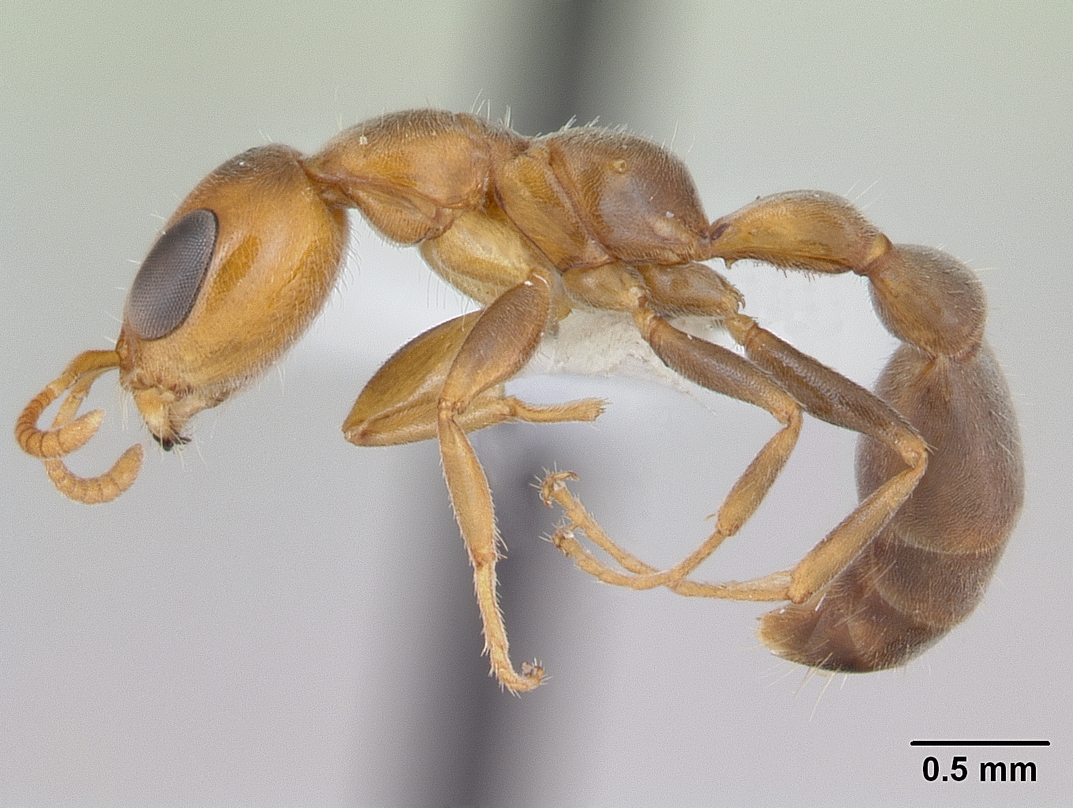
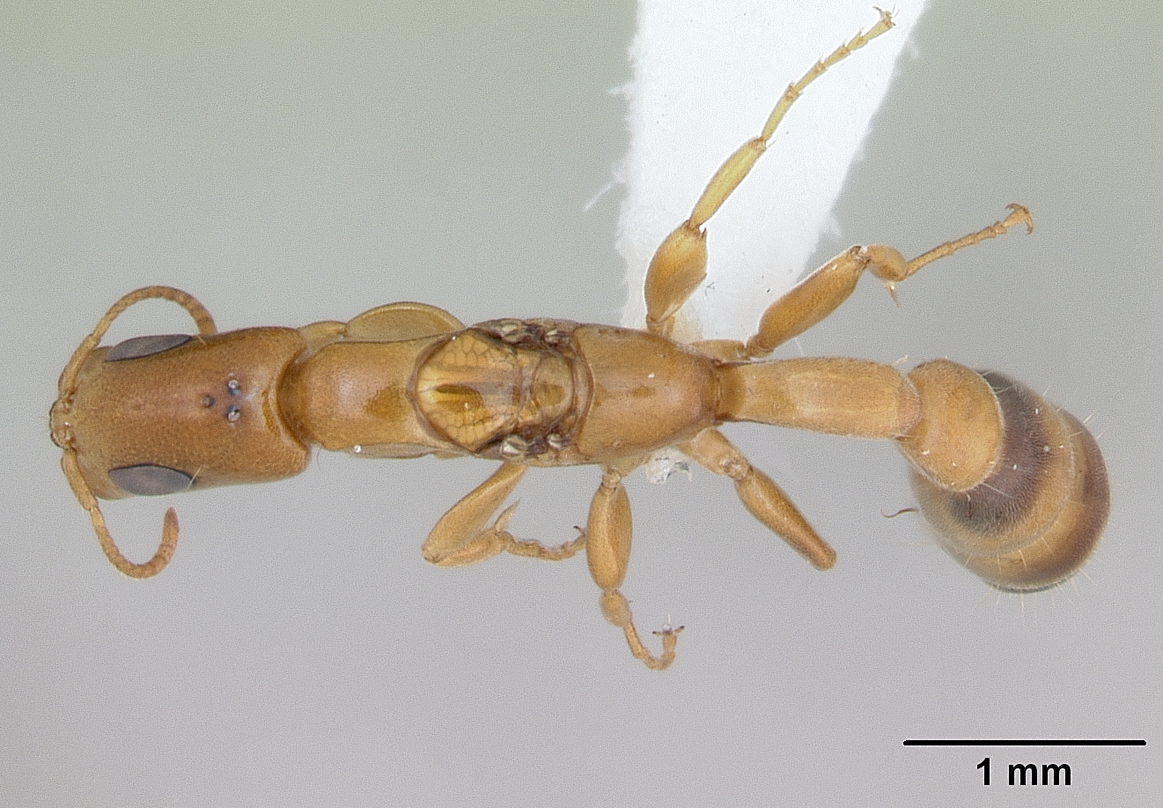
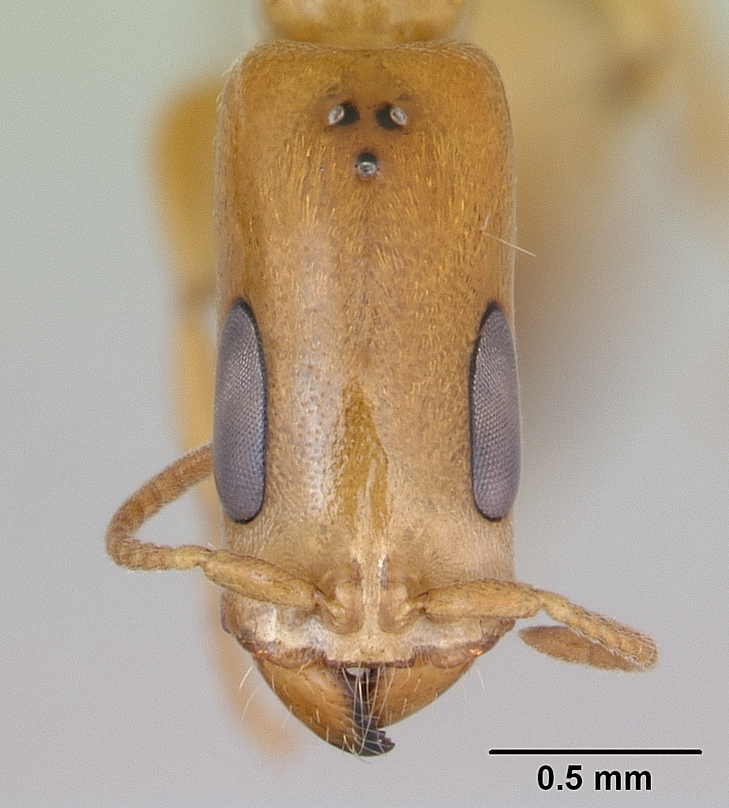